# Emiel Faignaert
Emiel Faignaert, né le 10 mars 1919 à Sint-Martens-Lierde, mort le 10 mai 1980 à Gand, est un coureur cycliste belge. Il est professionnel de 1940 à 1950.

## Palmarès
- 1941
  - 3e du Circuit des Trois villes sœurs
- 1942
  - 2e du Grand Prix de Wallonie
  - 2e du Grand Prix de la ville de Zottegem
- 1943
  - Anvers-Gand-Anvers
- 1944
  - 2e de Bruxelles-Everbeek
  - 6e de Paris-Roubaix
- 1945
  - 2e de Bruxelles-Bruges
  - 3e du Circuit des Trois villes sœurs
  - 3e du Grote Prijs Dr. Eugeen Roggeman
- 1947
  - Tour des Flandres
  - 2e du Circuit Het Volk
  - 3e du GP Franco-Belge